# Pseudothecadactylus lindneri
Pseudothecadactylus lindneri är en ödla i familjen geckoödlor som förekommer i norra Australien. populationen listades tidvis som synonym till Pseudothecadactylus cavaticus. Artepitet i det vetenskapliga namnet hedrar den australiska herpetologen David A. Lindner.
Liksom nära besläktade ödlor har arten stora lameller på tårnas undersida. I motsats till Pseudothecadactylus australis är hannarnas analkörtlar inte lika bra utvecklade eller de saknas. Det finns 2 eller 4 knölar bakom hannarnas kloaköppning.
Denna geckoödla lever i höglandet Arnhem i Northern Territory. Exemplaren gömmer sig i grottor eller i bergssprickor i regioner med lite växtlighet. Honor lägger ägg.
Exemplar utanför grottor kan dödas av bränder. Andra hot är inte kända. IUCN listar arten som livskraftig (LC).